# ライト・エイド

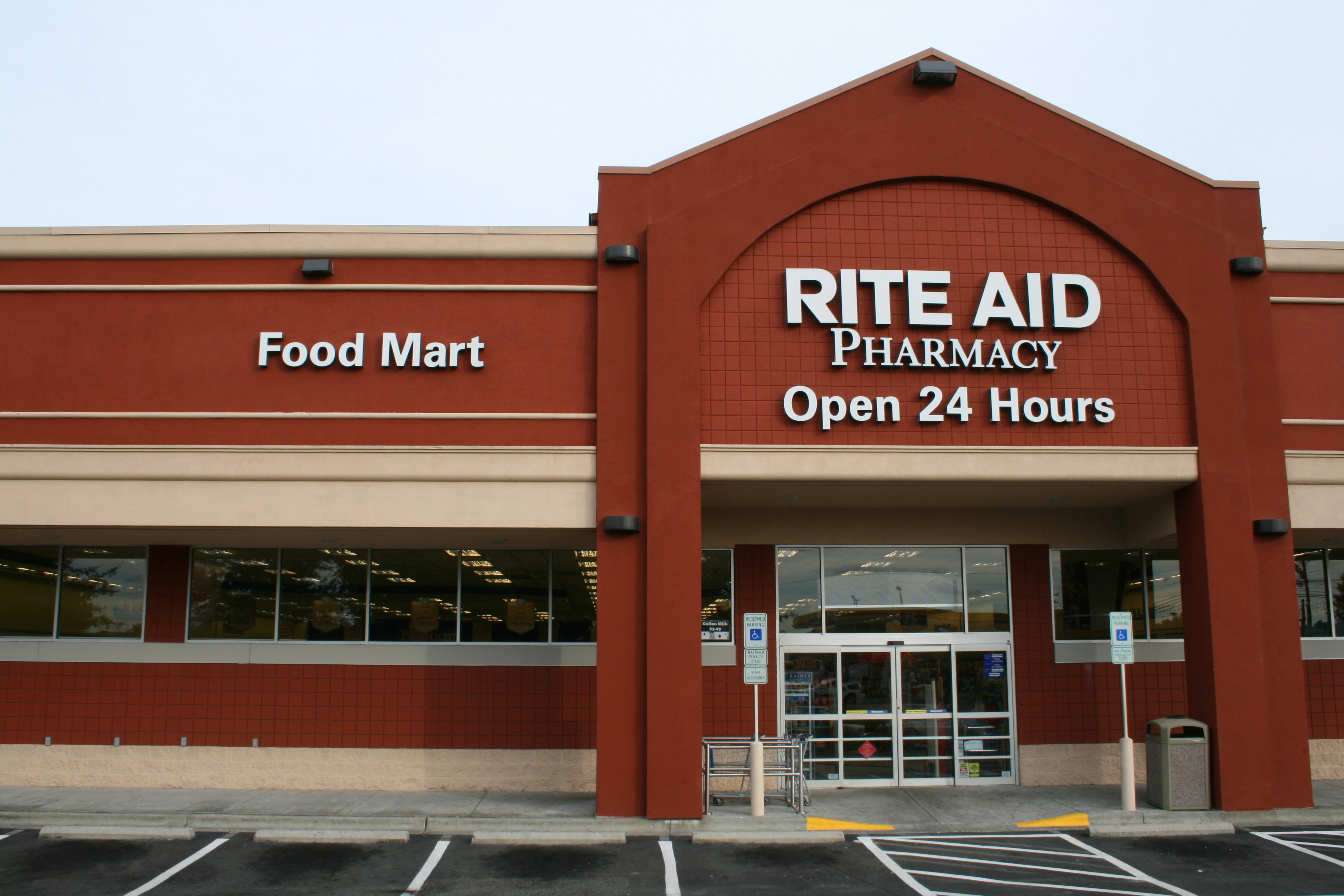
ライト・エイドの店舗（ノースカロライナ州ダーラム、旧エッカードの店舗）

ライト・エイド（Rite Aid）は、アメリカ合衆国の薬局・小売チェーンの1つである。
ライト・エイドは東海岸で最大、アメリカ全土で第3位の薬局チェーンで、31州とワシントンDCに5000店以上を展開している。
ライト・エイドは、1962年にペンシルベニア州スクラントンで創業、当時の名前は「スリフト・D・ディスカウント・センター」（Thrif D Discount Center）だった。数年後、現在の名称に変更し、1968年に公開会社（public company）となった。本社所在地はペンシルベニア州ハリスバーグ・キャンプ・ヒル。フォーチュン500企業の1つ。主要な競争相手はCVS/ファーマシーとウォルグリーン。
2023年10月15日、連邦倒産法第11章の適用を申請。

## ビジネスモデル

### ミッション
ライト・エイドの使命は、顧客独自のニーズを満たす最適な製品、サービス、アドバイスを提供する専門性を発揮することで、地域社会の健康と福祉を向上させること。

### 活動分野
ライト・エイドは薬局チェーンである。同社は2つの報告対象事業セグメントを運営している。
- 小売薬局部門 - ライト・エイド (Rite Aid)、レディクリニック (RediClinic)、ヘルス・ダイアログ (Health Dialog)の店舗を含む。処方箋薬やその他幅広い消費財（食品、家庭用化学品、化粧品、写真サービス）を提供している。
- 薬局サービス部門 - 薬局給付管理（PBM）サービスを提供するEnvisionRxで構成されています。幅広い医薬品サービスを提供する。

### 主要資源
ライトエイドの主要資源は、物理的資源、すなわち全国に展開する4,600店以上の小売薬局です。また、小売薬局事業で88,000人、医薬品サービス事業で1,500人の従業員を抱える人的資源も重要である。

### 顧客との関係
ライトエイドの顧客関係は、主にセルフサービス型である。しかし、同社のレディクリニックは、消費者に健康サービスを提供することで、パーソナルケアの要素を提供している。

## エッカードとブルックスの吸収合併
2006年8月3日付ウォール・ストリート・ジャーナルは、ライト・エイドがエッカードとブルックス・ファーマシー（ブルックス・エッカード）の両薬局チェーンをケベックのジーン・クチュール・グループから34億米ドルで買収し1つの薬局チェーンに統合する、と報じた。いくつかの店舗閉鎖と両チェーンのRite Aidへの転換が行われた後、Rite Aidはアメリカ東部の有力な薬局小売店となり、またCVS/ファーマシー、ウォルグリーンに次ぐ全米第3位の薬局小売店チェーンとなった。
CVSが薬局チェーン・アルバートソンズ（Albertson's）を買収した後にシカゴ都市圏でも見られたように、この買収によっていくつかのライト・エイド店舗同士が近接する結果となった（連邦規制により、23店舗はウォルグリーン、ザ・メディスン・ショップ（The Medicine Shoppe）、その他独立店に売却された）。特に2つのチェーンが支配的で発祥の地でもあるペンシルベニア州（ライト・エイドはスクラントン、エッカードはエリー、エッカードが買収した旧スリフト・ドラッグはピッツバーグ）では、買収後に2つのライト・エイドが隣接するケースがあった。
しかし2008年3月、それら重複店のいくつかは閉鎖された（別住所への"移転"とされたが、実際には隣接する別のライト・エイド店舗の住所への"移転"だった）。これら閉鎖された店のほとんどは、エッカード買収前からある既存のライト・エイドの店舗だった。これはエッカードがドライブ・スルー併設や大きな店舗面積など、J.C.ペニーおよびジーン・クチュール・グループの下で開発された新しくモダンな店舗を持っていたためである。閉鎖店舗の従業員は近接店舗に配置転換され、レイオフは行われなかった。
J.C.ペニーがエッカードを買収する直前の1990年代中頃、ライト・エイドはいくつかの店舗をJ.C.ペニー傘下のスリフト・ドラッグに売却した。さらに1995年にはマサチューセッツ州の全店舗をブルックスへ売却している。
エッカードはJ.C.ペニーの子会社だったため、エッカードの店舗はJ.C.ペニーのカードを受け付けていた。合併の結果、ライト・エイド全店舗でJ.C.ペニーのカードを受け付けるようになった。
2007年12月、ニューヨーク・タイムズはブルックスとエッカードの買収にもかかわらずライト・エイドが記録的な損失を出したと報じた。